# 永順 (咸豐進士)
永順（1823年—？），字子健，号樹人，索勒豁金氏，简写金氏，内务府满洲正黄旗人。清朝官员、進士出身。
咸豐二年（1852年），登進士，改內閣中書。后任兵部堂主事。光緒元年（1875年），任右中允、詹事府少詹事。光緒八年，任詹事府詹事、通政使司通政使。